# Memory (nummer)
Memory is een nummer uit de musical Cats uit 1981. Het nummer is geschreven door Andrew Lloyd Webber en Trevor Nunn. In 1981 werd het nummer gecoverd door de Amerikaanse zangeres en actrice Barbra Streisand, die het op haar compilatiealbum Memories zette. In 1982 werd het nummer uitgebracht als de tweede en laatste single van dit album.

## Achtergrond
Memory wordt in de musical Cats gezongen door het karakter Grizabella, die terugkijkt naar haar verleden en haar wens uitspreekt om een nieuw leven te vinden. Het nummer wordt kort gezongen in de eerste akte van de musical en wordt volledig gezongen aan het eind van de tweede akte. Hierdoor dient het als climax van Cats en is het het bekendste nummer uit de musical. In de originele productie van de musical wordt het gezongen door actrice Elaine Paige, en in de film Cats (2019) door Jennifer Hudson.
Trevor Nunn, regisseur van Cats, schreef de uiteindelijke tekst van Memory, die losjes gebaseerd was op de gedichten Preludes en Rhapsody on a Windy Night van T.S. Eliot. Hiervoor werd door Tim Rice, voormalig schrijfpartner van Andrew Lloyd Webber, en diens tijdelijke schrijfpartner Don Black een tekst geschreven op de muziek, maar de producers vonden de versie van Nunn beter. Elaine Paige heeft wel tijdens de eerste tien previews van Cats een andere tekst gezongen.
Lloyd Webber, componist van de musical, was bang dat de muziek van Memory te veel zou lijken op het ballet Bolero van Maurice Ravel en een werk van Giacomo Puccini. Daarnaast dacht hij dat de intro van het nummer leek op de altfluitsolo uit het nummer California Dreamin' van The Mamas and the Papas. Toen hij zijn vader om zijn mening vroeg, antwoordde hij, "Dat klinkt als een miljoen dollar!"
Voordat het in Cats verscheen, was Memory bedoeld voor andere projecten van Lloyd Webber, waaronder als ballad in de musical Evita uit 1976 en het oorspronkelijke script van de musical Sunset Boulevard uit de jaren '70 van de twintigste eeuw. Lloyd Webber en Nunn ontvingen voor het nummer in 1981 de Ivor Novello Award in de categorie "Best Song Musically and Lyrically".
Memory is gecoverd door diverse artiesten. Elaine Paige bracht zelf haar versie in 1981 uit en scoorde hiermee een hit in het Verenigd Koninkrijk, waar het tot de zesde plaats kwam. In 1983 nam ze het voor de tweede keer op voor haar album Stages, en in 1998 nam ze het opnieuw op voor de video-release van de musical, waarmee ze de 36e plaats in het Verenigd Koninkrijk behaalde. In 1982 nam Barry Manilow het nummer op voor zijn album Here Comes the Night, waarmee hij de 39e plaats in de Amerikaanse Billboard Hot 100 behaalde. De bekendste versie is afkomstig van Barbra Streisand, geproduceerd door Lloyd Webber zelf, voor haar compilatiealbum Memories. Haar versie bereikte slechts de 52e plaats in de Verenigde Staten, de 34e plaats in het Verenigd Koninkrijk en respectievelijk de 21e en de negentiende plaats in de Nederlandse Top 40 en de Nationale Hitparade. In Frankrijk werd het echter een nummer 1-hit, en in andere landen behaalde het ook de top 10.

## Hitnoteringen
Alle noteringen zijn behaald door de versie van Barbra Streisand.

### Nederlandse Top 40
| Hitnotering: 30-04-1983 t/m 04-06-1983 | Hitnotering: 30-04-1983 t/m 04-06-1983 | Hitnotering: 30-04-1983 t/m 04-06-1983 | Hitnotering: 30-04-1983 t/m 04-06-1983 | Hitnotering: 30-04-1983 t/m 04-06-1983 | Hitnotering: 30-04-1983 t/m 04-06-1983 | Hitnotering: 30-04-1983 t/m 04-06-1983 | Hitnotering: 30-04-1983 t/m 04-06-1983 |
| Week                                   | 1                                      | 2                                      | 3                                      | 4                                      | 5                                      | 6                                      |                                        |
| -------------------------------------- | -------------------------------------- | -------------------------------------- | -------------------------------------- | -------------------------------------- | -------------------------------------- | -------------------------------------- | -------------------------------------- |
| Positie                                | 34                                     | 25                                     | 22                                     | 21                                     | 24                                     | 36                                     | uit                                    |

### Nationale Hitparade
| Hitnotering: 23-04-1983 t/m 04-06-1983 | Hitnotering: 23-04-1983 t/m 04-06-1983 | Hitnotering: 23-04-1983 t/m 04-06-1983 | Hitnotering: 23-04-1983 t/m 04-06-1983 | Hitnotering: 23-04-1983 t/m 04-06-1983 | Hitnotering: 23-04-1983 t/m 04-06-1983 | Hitnotering: 23-04-1983 t/m 04-06-1983 | Hitnotering: 23-04-1983 t/m 04-06-1983 | Hitnotering: 23-04-1983 t/m 04-06-1983 |
| Week                                   | 1                                      | 2                                      | 3                                      | 4                                      | 5                                      | 6                                      | 7                                      |                                        |
| -------------------------------------- | -------------------------------------- | -------------------------------------- | -------------------------------------- | -------------------------------------- | -------------------------------------- | -------------------------------------- | -------------------------------------- | -------------------------------------- |
| Positie                                | 39                                     | 31                                     | 30                                     | 19                                     | 19                                     | 26                                     | 32                                     | uit                                    |

### NPO Radio 2 Top 2000
| Nummer met noteringen in de NPO Radio 2 Top 2000 | '99 | '00 | '01 | '02 | '03 | '04 | '05 | '06 | '07 | '08 | '09 | '10 | '11 | '12 | '13 | '14 | '15 | '16 | '17 | '18  | '19  | '20  | '21  | '22  | '23  | '24  |
| ------------------------------------------------ | --- | --- | --- | --- | --- | --- | --- | --- | --- | --- | --- | --- | --- | --- | --- | --- | --- | --- | --- | ---- | ---- | ---- | ---- | ---- | ---- | ---- |
| Memory                                           | 337 | -   | 315 | 302 | 408 | 330 | 314 | 267 | 197 | 255 | 328 | 343 | 440 | 621 | 696 | 604 | 788 | 930 | 881 | 1018 | 1143 | 1251 | 1252 | 1425 | 1335 | 1410 |

1. ↑  Een '-' betekent dat het nummer niet was genoteerd en een vetgedrukt getal geeft de hoogste notering aan.

### Evergreen Top 1000
| Jaar    | 2008 | 2009 | 2010 | 2011 | 2012 | 2013 | 2014 | 2015 | 2016 | 2017 | 2018 | 2019 | 2020 | 2021 | 2022 |
| ------- | ---- | ---- | ---- | ---- | ---- | ---- | ---- | ---- | ---- | ---- | ---- | ---- | ---- | ---- | ---- |
| Positie | 53   | 53   | 59   | 19   | 25   | 125  | 41   | 61   | 171  | 139  | 272  | 233  | 351  | 225  | 229  |